# Prinia gracilis

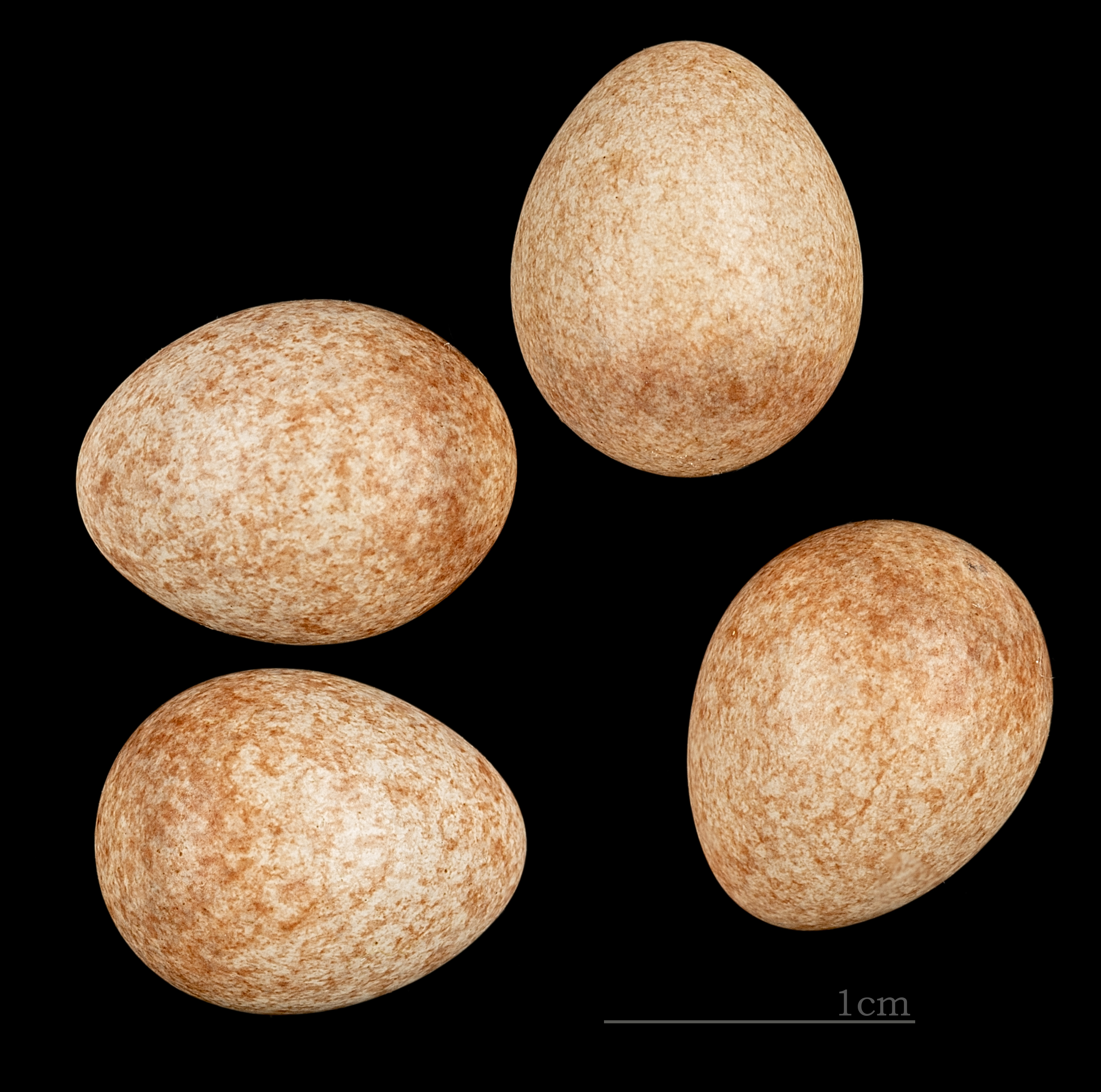
Prinia gracilis palaestinae

Prinia gracilis là một loài chim trong họ Cisticolidae.